# دستجرد (ميانة)
دستجرد هي قرية في مقاطعة ميانة، إيران. عدد سكان هذه القرية هو 563 في سنة 2006.